# 代梅爾約赫山
47°32′47″N 11°35′15″E / 47.54639°N 11.58750°E

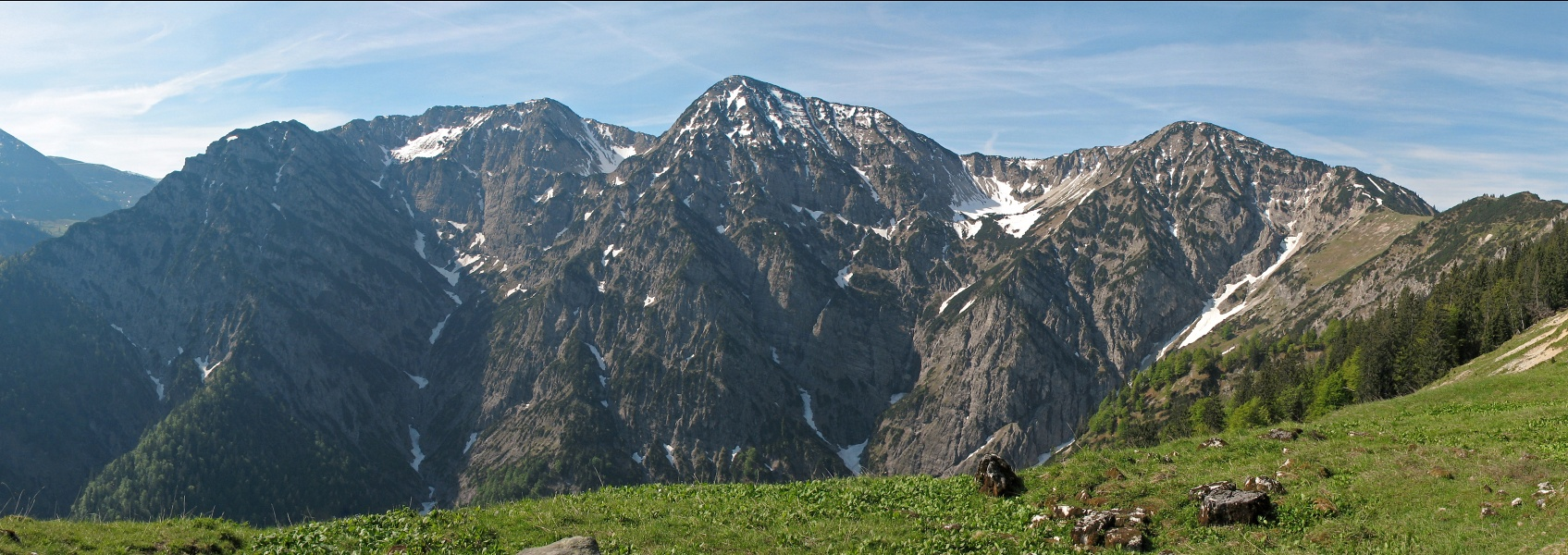

代梅爾約赫山（德語：Demeljoch），是中歐的山峰，位於奧地利和德國接壤的邊境，屬於卡爾文德爾山脈的一部分，距離于芬山2.8公里，海拔高度1,924米，每年平均降雨量1,764毫米。